# Zwönitz
Zwönitz je planinski grad u okrugu Erzgebirgskreis, u Slobodnj Državi Saskoj, Njemačka. Smješten je 9 km južno od Stollberga i 24 km jugozapadno od Chemnitza.

## Gradovi partneri
- 1990.:  Heiligenhaus (Njemačka)
- 1990.:  Puschendorf (Njemačka)
- 1994.:  Kopřivnice (Češka)
- 1995.:  Magyarpolány (Mađarska)
- 2001.:  Myszków (Poljska)

## Vanjske poveznice
|  | Zajednički poslužitelj ima još gradiva o temi Zwönitz |

- Službene stranice